# Bisetocreagris brevidigitata
Bisetocreagris brevidigitata är en spindeldjursart som först beskrevs av Chamberlin 1930.  Bisetocreagris brevidigitata ingår i släktet Bisetocreagris och familjen helplåtklokrypare. Inga underarter finns listade.